# Ukrajna himnusza

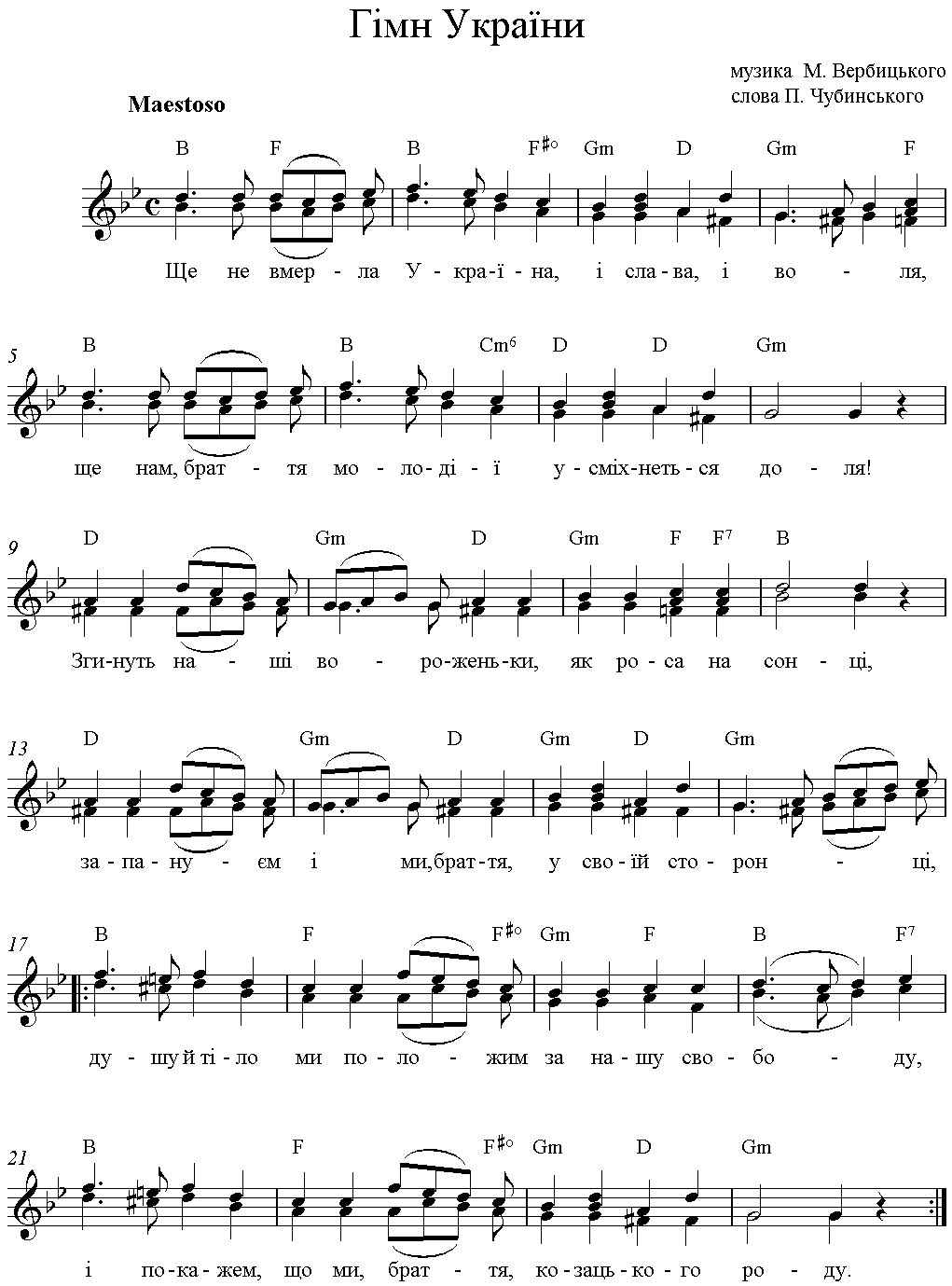
A himnusz kottája

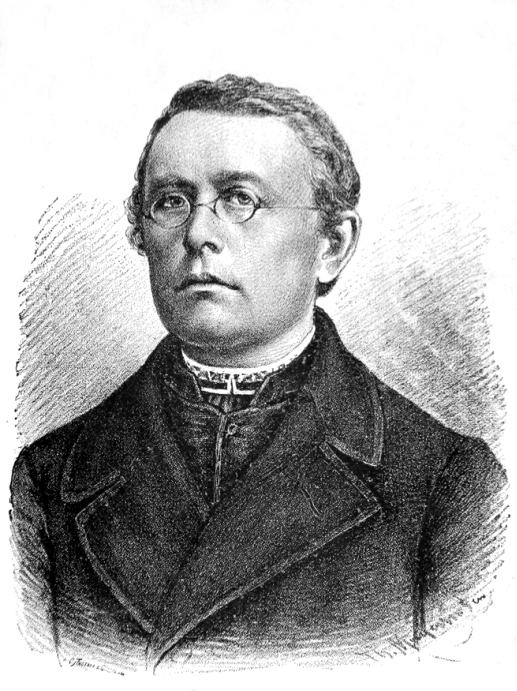
Mihajlo Verbickij atya, az ukrán nemzeti himnusz zenéjének szerzője

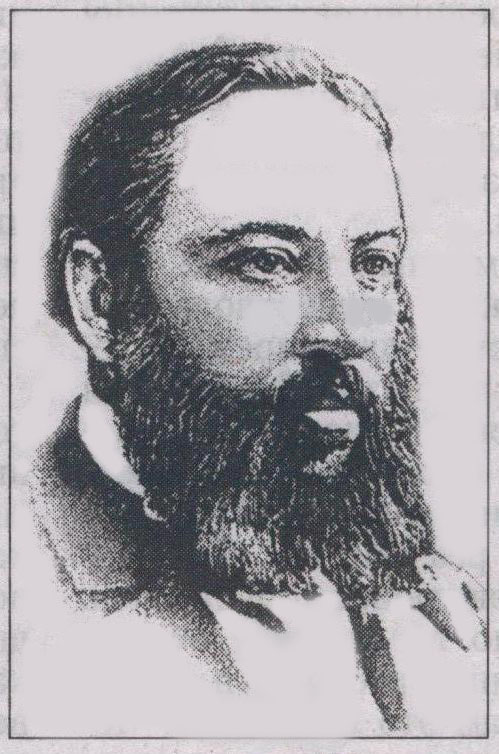
Pavlo Csubinszkij, a himnusz szövegének szerzője

Ukrajna himnusza Pavlo Platonovics Csubinszkij „Scse ne vmerla Ukrajina” (Még nem halt meg Ukrajna; cirill betűkkel: Ще не вмерла України) című versének első másfél versszaka, zenéjét Mihajlo Verbickij szerezte. Verbickij szerzeménye 1992-től Ukrajna állami himnusza, 2003-tól pedig a Csubinszkij versével kiegészített zene a himnusz.

## Története
Az ukrán himnusz kezdetei 1862-ig nyúlnak vissza. Akkor írta meg Pavlo Csubinszkij néprajzkutató és költő a „Scse ne vmerla Ukrajina” („Még nem halt meg Ukrajna”) című nemzeti-hazafias versét, amely később a nemzeti himnusz szövegévé vált. A vers miatt Csubinszkijt a cári rendőrség megfigyelés alá helyezte, és egy időre Arhangelszkbe száműzték. A költemény kezdetben csak az ukrán nyelvű falusi lakosság körében terjedt.
Először az Osztrák–Magyar Monarchiához tartozó Lembergben (ma: Lviv) jelent meg nyomtatásban, a „Meta” („Cél”) című folyóirat 1863. évi 4. számában. Ezt követően a hazafias költemény széles körben elterjedt Galíciában. A Lembergben kinyomtatott versre figyelt fel a zeneszerzéssel is foglalkozó görögkatolikus pap, Mihajlo Verbickij atya is, aki még abban az évben zenét komponált hozzá. 1865-ben nyomtatták ki kottával együtt a verset, amely Nyugat-Ukrajnában nemzeti himnuszként terjedt. 1917-től a rövid életű Ukrán Népköztársaság himnusza lett, bár a Központi Rada nem hozott róla határozatot.

## A független Ukrajna himnusza
A függetlenné vált Ukrajna Legfelsőbb Tanácsa 1992. január 15-én hagyta jóvá az ország nemzeti himnuszát, és ezt az Alkotmányban is rögzítették. Ez kimondta, hogy Ukrajna állami himnusza a Verbickij által komponált nemzeti himnusz, szöveg nélkül. A Legfelsőbb Tanács 2003. március 6-án Leonyid Kucsma elnök kezdeményezésére a nemzeti himnuszról törvényt is alkotott, amely már rögzítette a szöveget is. Az állami himnusz Csubinszkij hazafias versének első versszaka, a refrén pedig a második versszak első fele. A vers felépítését kismértékben átalakították, így a himnusz első sora a „Scse ne vmerla Ukrajini, nyi szlava, nyi volja” lett. A törvényt a 433 jelenlévő képviselőből 334 támogatta, 43 ellene szavazott. Az Ukrán Szocialista Párt nem vett részt a szavazáson. A törvény hatályba lépését követően módosították az ukrán alkotmány nemzeti szimbólumokról szóló 20. cikkelyét is, amelybe bekerült kiegészítésként, hogy az állami himnusz Verbickij szöveggel kiegészített nemzeti himnusza.

## A himnusz szövege
Ще не вмерла Україна, ні слава, ні воля,
Ще нам, браття молодії, усміхнеться доля!
Згинуть наші вороженьки, як роса на сонці,
Запануєм і ми, браття, у своїй сторонці!
Refrén:
Душу й тіло ми положим за нашу свободу,
І покажем, що ми, браття, козацького роду.
(refrén ismétlése)
Ukrajna állami himnusza
Él még Ukrajnának dicsősége, szabadsága,

Jóra fordul az ukrán nép, testvéreink sorsa.

Elpusztulnak elleneink, mint harmat a napon,

Urak leszünk immár mi is a hazai tájon.
Szabadságunkért mi szívünk, lelkünk feláldozzuk.

Mutassuk meg, hogy kozákok gyermekei vagyunk!
Szjántól a Donig a szabadságunkért kiállunk,

Hazánkban senki fiát uralkodni nem hagyunk;

Örül a Fekete tenger, vén Dnyeperünk nevet,

Még szeretett Ukrajnánkban méltó sorsunk lehet.
Szabadságunkért mi szívünk, lelkünk feláldozzuk.

Mutassuk meg, hogy kozákok gyermekei vagyunk!
Lelkesedés, serény munka gyümölcsét meghozza,

Ukrajna mezőit immár vidám ének járja,

Kárpátok bércein túlszáll, bejárja sztyeppéit,

Ukrán dicsőség riasztja gaz ellenségeit.
Szabadságunkért mi szívünk, lelkünk feláldozzuk.

Mutassuk meg, hogy kozákok gyermekei vagyunk!
Fordította: Dr. Majorossy István [forrás?]

## Lásd még
- Ukrajna zászlaja
- Ukrajna címere

## Külső hivatkozások
- A 2003. évi 24. Tv. az ukrán himnuszról (ukránul)
- Ukrajna állami himnusza a Legfelsőbb Tanács honlapján (mp3)
- MIDI állomány